# Pavla Medvešček
Pavla Medvešček, slovenska pesnica, * 4. oktober 1905, Anhovo,  † 18. december 1974, Nova Gorica.

## Življenje in delo
Rodila se je v družini Jožefa Staniča, kmeta, cerkvenega oskrbnika in znanega ljudskega živinozdravnika v Gornjem Polju pri Anhovem. Dva razreda ljudske šole je obiskovala v rojstnem kraju, kjer je učitelj Hinko Klavora spoznal njeno nadarjenost. Šolanje je zaradi 1. svetovne vojne prekinila in bila v bojih, ki so potekali na soški fronti tudi ranjena ter ostala invalid. Po vojni je v letih 192571926 obiskovala Zavod šolskih sester v Tomaju in končala gospodinjsko šolo. Okoli leta 1927 se je v Anhovem zaposlila kot poštna uradnica in se leta 1932 poročila. Med 2. svetovno vojno je sodelovala z Osvobodilno fronto ter doživela fašistično nasilje. 
V letih 1918−1950 je pesnila, vendar iz tega obdobja ni znana nobena njena objava. Po smrti so sorodniki našli več rokopisov. Prvo objavo je pripravil Marjan Brecelj v Literarnem listu (1975), nato je bilo v raznih listih objavljenih še več njenih pesmi. Leta 1988 je bila izdana pesniška zbirka Kamnite misli (COBISS), ki jo je opremil njen sin Pavel Medvešček. Štefan Mauri je uglasbil njene pesmi Lipa (1975), Kurir (1976) in Sveta gora. (COBISS)
Pavla Medvešček je v svojih pesmih dosegla zavidljivo stopnjo umetniške zrelosti in globoko izpoved preprostega, a plemenitega človeka, ki je doživel nasilje dveh vojn. 